# Heliocauta
Heliocauta, monotipski rod glavočika, endem iz Maroka. prvi puta opisana je 1924. i uključena u rod Anacyclus (targok ili tarkun) iz kojeg je 1977. izdvojena u zaseban vlastiti rod  Heliocauta.

## Sinonimi
- Anacyclus atlanticus Pitard. & Maire
- Heliocauta atlantica var. dasyphylla Humphries